# Guaymallén (departamento)
Guaymallén é um departamento da Argentina, localizado na província de Mendoza.